# Санта-Барбара (департамент)
Са́нта-Ба́рбара (исп. Santa Bárbara) — один из 18 департаментов Гондураса. Находится в северо-западной части страны. Граничит с департаментами: Кортес, Комаягуа, Интибука, Лемпира, Копан и государством Гватемала.
Административный центр — город Санта-Барбара.
Площадь — 5115 км².
Население — 409 400 чел. (2011)

## Муниципалитеты
В административном отношении департамент подразделяется на 28 муниципалитетов:
1. Арада
2. Асакуальпа
3. Атима
4. Гуалала
5. Илама
6. Кимистан
7. Консепсьон-дель-Норте
8. Консепсьон-дель-Сур
9. Лас-Вегас
10. Макуэлисо
11. Наранхито
12. Нуэва Фронтера
13. Нуэво Селилас
14. Петоа
15. Протексион
16. Сан-Висенте-Сентенарио
17. Сан-Луис
18. Сан-Маркос
19. Сан-Николас
20. Сан-Педро-Сакапа
21. Сан-Хосе-де-Колинас
22. Сан-Франциско-де-Окуэра
23. Санта-Барбара
24. Санта-Рита
25. Сегуаса
26. Тринидад
27. Чинда
28. Эль-Нисперо